# (1837) Osita
(1837) Osita es un asteroide que forma parte del cinturón de asteroides y fue descubierto el 16 de agosto de 1971 por James Gibson desde el observatorio El Leoncito, Argentina.

## Designación y nombre
Osita recibió al principio la designación de 1971 QZ1.
Posteriormente se nombró en honor de la esposa del descubridor.

## Características orbitales
Osita orbita a una distancia media de 2,205 ua del Sol, pudiendo acercarse hasta 2,014 ua y alejarse hasta 2,396 ua. Su excentricidad es 0,08658 y la inclinación orbital 3,847°. Emplea en completar una órbita alrededor del Sol 1196 días.